# Комиссаровка (Амурская область)
Комисса́ровка — село в Белогорском районе Амурской области, Россия.
Входит в Великокнязевский сельсовет.

## География
Село Комиссаровка расположено к юго-западу от Белогорска, в 8 км от левого берега реки Зея.
Дорога к селу Комиссаровка идёт от Белогорска (вниз по левому берегу Томи) через сёла Никольское, Ключи, Киселеозёрку, Светиловку и Великокнязевку, расстояние — 48 км.
Бывший административный центр упраздненного Великокнязевского сельсовета село Великокнязевка находится в 8 км северо-западнее.
На юго-восток от села Комиссаровка идёт дорога к селу и железнодорожной станции Томичи (на линии Благовещенск — Белогорск).

## Население
| 2002 | 2010 | 2012 | 2013 | 2014 | 2015 | 2016 |
| ---- | ---- | ---- | ---- | ---- | ---- | ---- |
| 188  | ↘123 | ↘114 | ↘110 | ↘98  | ↘94  | ↘92  |
| 2017 | 2018 |      |      |      |      |      |
| ↗95  | ↘94  |      |      |      |      |      |

## Инфраструктура
- Сельскохозяйственные предприятия Белогорского района.